# Красовицкая, Тамара Юсуфовна
Тама́ра Юсу́фовна Красови́цкая (род. 17 июля 1946, Ворошиловград) — российский историк, специалист в области истории российской культуры, межэтнических отношений, истории образования СССР. Доктор исторических наук, главный научный сотрудник Центра по изучению отечественной культуры Института российской истории РАН. Профессор кафедры истории России новейшего времени Историко-архивного института Российского государственного гуманитарного университета (до 2018). Автор свыше 200 научных работ, около 50 учебно-методических.

## Биография
Родилась 17 июля 1946 года в городе Ворошиловград (УССР, СССР).
Учёба в Московском государственном историко-архивном институте (1964—1969).
Тема кандидатской диссертации — «Государственные органы руководства просвещением национальных меньшинств. 1917—1922 гг.» (МГПИ им. В. И. Ленина, 1976). Специальность — 07.00.02 (Отечественная история). Научный руководитель — Зак Л. М.
Тема докторской диссертации — «Проблемы государственного руководства национально-культурным строительством в РСФСР. 1917—1925 гг.» (ИРИ РАН, 1993). Специальность — 07.00.02 (Отечественная история).
С 1983 года — в Институте российской истории РАН: младший, старший, ведущий, главный научный сотрудник Центра по изучению отечественной культуры.
С 1998 по 2018 год — профессор кафедры истории России новейшего времени факультета архивного дела Историко-архивного института Российского государственного гуманитарного университета.
Учёное звание доцент (1992), профессор (2002).
Член редколлегии журнала «Новый исторический вестник» (2000—2017).

## Сфера научных интересов
История России, историография, археография, источниковедение, история российской культуры, история культур народов России, история межэтнических отношений, история образования и педагогики, национально-культурная политика XX века, формирование национальных элит в СССР.

## Научные награды
- Грамота Совета Федерации РФ (2017)

## Научные гранты
- Грант Правительства Республики Якутии на научное руководство делегацией якутских специалистов по изучению опыта мультикультурного образования в США (1993)
- Грант Минобрнауки по программе «Дети России» (1995)
- Грант РГГУ «Научно-образовательный проект РГГУ „Видеомемуары деятелей науки и культуры“ в коммуникативных стратегиях образования» (2005)
- Грант Президиума РАН по программе фундаментальных исследований «Историко-культурное наследие и духовные ценности России»

## Основные научные публикации

### Монографии
- Красовицкая Т. Ю. Власть и культура. Исторический опыт государственного руководства национально-культурным строительством. 1917—1925 гг. — М.: Наука, 1992.
  - Рецензия: Бадя Л. В. Т. Ю. Красовицкая. Власть и культура // Отечественная история. 1994. № 1.
- Красовицкая Т. Ю. Модернизация России (национально-культурная политика 20-х годов). — М.: ИРИ РАН, 1998.
- Красовицкая Т. Ю. Российское образование между реформаторством и революционаризмом. Февраль 1917—1920 гг. М.: ИРИ РАН, 2002.
  - Рецензия: Dr. Ben Eklof. Liberal projects and Russian realities: Two Recent Works on Early Soviet Education. 1917—1927. History of Education. Vol. 35. № 4-5. July-September 2005. pp. 589—600.
- Красовицкая Т. Ю. Национальные элиты как социокультурный феномен советской государственности (октябрь 1917—1923 гг.). — М.: ИРИ РАН, 2006.
- Красовицкая Т. Ю. Модернизация российского образовательного пространства. От Столыпина к Сталину (конец XIX века — начало (20-е годы) XX в. — М.: Новый хронограф, 2011.
- Красовицкая Т. Ю. Этнический и религиозный факторы в формировании и эволюции российского государства / отв. ред. Т. Ю. Красовицкая, В. А. Тишков; авт.: В. В. Трепавлов, Т. Ю. Красовицкая, Н. Ф. Бугай, Е. Ю. Зубкова и др. — М.: Новый хронограф, 2012.
- Генеральный секретарь ЦК КПСС, первый президент СССР Михаил Сергеевич Горбачёв. М., 2015.
- Красовицкая Т. Ю. Этнокультурный дискурс в революционном контексте февраля — октября 1917 г. — М.: Новый хронограф, 2015. — 440 с.
- Красовицкая Т. Ю., Аманжолова Д. А. Культурная сложность Советской России. Идеология и практики управления 1917—1941 гг. — М.: Новый хронограф, 2020. — ISBN 978-5-94881-476-6
- Аманжолова Д. А., Дроздов К. С., Красовицкая Т. Ю., Тихонов В. В. Советский национальный проект в 1920—1940-е гг.: идеология и практика. — М.: Новый хронограф, 2021. — 608 с. — ISBN 978-5-94881-494-0
- Красовицкая Т. Ю. Идеи и практики в советской национально-культурной политике. 1917—1929 гг. М.: Кучково поле, Музеон, 2023. — 784 с. — ISBN 978-5-90717-494-8
- Аманжолова Д. А., Дроздов К. С., Костырченко Г. В., Красовицкая Т. Ю. Советская федерация: от империи к модерности, 1917—1941 гг. — М.: Центр гуманитарных инициатив, 2022. — 832 с. — ISBN 978-5-98712-330-0
- Аманжолова Д. А., Красовицкая Т. Ю., Кринко Е. Ф., Романько О. В. Новые ориентиры и повороты неоколониального дискурса: национальный вопрос в СССР (1917—1945 гг.) / Отв. ред. Д. А. Аманжолова, Т. Ю. Красовицкая. — М.: ИРИ РАН, 2024. — 496 с. — ISBN 978-5-8055-0443-4

### Сборники документов
- Культурное строительство в РСФСР. 1917—1927 гг. Т. 1. Документы и материалы. 1917—1920. — М.: Советская Россия, 1983; Глава «Создание социалистической системы народного образования».
- Протоколы совещаний наркомов просвещения союзных и автономных республик. 1919—1924 гг. — М.: Наука, 1985. Совместно с Л. И. Давыдовой и А. П. Ненароковым.
- Культурное строительство в СССР. 1917—1927. Разработка единой государственной политики в области культуры. Документы и материалы. — М.: Наука. 1989. Член Главной редакции, редколлегии, отв. составитель.
- Национальный вопрос на перекрестке мнений. Сб. документов. — М.: Наука, 1993. Совместно с А. П. Ненароковым.
- Русская школа за рубежом. Исторический опыт 20-х годов. Сб. документов. — М.: ИНПО, 1995. Совместно с В. А. Владыкиной.
- Геноцид армян: ответственность Турции и обязательства мирового сообщества. Документы и материалы. Т. 1. — М.: Гардарики, 2002.
- Геноцид армян: ответственность Турции и обязательства мирового сообщества. Документы и материалы. Т.2. Ч. 1. — М.: Гардарики, 2003.
- «Между молотом и наковальней». Союз советских писателей. Документы и комментарии. 1925—1941 гг. — М.: РОССПЭН, 2011. −1023 c.

### Учебники и учебные пособия
- Красовицкая Т. Ю. Советская повседневность 1920—1960-х годов: мифологии и социальные практики. Учебно-методические материалы к видеомемуарам Г. С. Кнабе «…Слышать шепот времени». М.: 2008. 209 с. В соавторстве с В. А. Хохловым и Н. И. Басовской.
- Красовицкая Т. Ю. Отечественная история новейшего времени. 1985—2006. Учебник. М., РГГУ. 2007. Глава 8. «Культурные и духовно-нравственные ориентиры России (1992-март 2006)»; В соавторстве с А. Б. Безбородовым, Л. М. Дробижевой и др.
- Красовицкая Т. Ю. Отечественная история новейшего времени. 1985—2006. Учебник. М.: РГГУ. 2007.
- Красовицкая Т. Ю. Отечественная история новейшего времени. 1985—2009. Учебник для бакалавров М.: Изд. «Проспект». 2009. Глава 8. «Культурные и духовно-нравственные ориентиры России (1992 — март 2008).
- Безбородов А. Б., Дробижева Л. М., Елисеева Н. В., Зимина В. Д., Красовицкая Т. Ю., Павленко О. В. Отечественная история новейшего времени: 1985—2008. Учебник / Под ред. А. Б. Безбородова. — М.: РГГУ, 2009. — 874 c. [Автор 7-й главы: „Внешняя политика России в 1992—2008 гг.“ С. 502—690.] — ISBN 5-7281-1069-9
- Безбородов А. Б., Елисеева Н. В., Красовицкая Т. Ю., Павленко О. В. История России в новейшее время. 1985—2009 гг. Учебник / Отв. ред. А. Б. Безбородов. — М.: Изд. Проспект, 2017. — 448 с. — ISBN 978-5-392-01153-7
- Красовицкая Т. Ю. Культурная элита в советском идеологическом проекте 1920—1980-х годов. Учебно-методические материалы. В соавторстве с В. А. Хохловым. — М.: РГГУ. 2006. −141 с.
- Красовицкая Т. Ю. Мы были странным исключением. Видеомемуары Вяч. Вс. Ива́нова. СD. М.: РГГУ. 2006.
- Красовицкая Т. Ю. Россия против России. Две философии развития образования: вторая половина XIX—XX век. Учебно-методическая программа спецкурса для факультетов архивоведения и документационного обеспечения управления / История России. XX—XXI века. Сборник программ спецкурсов. М.: РГГУ, 2006. с. 8-15. В соавторстве: Безбородов А. Б., Шейнис В. Л., Бородкин Л. И. и др. с „грифом“ Минобразования РФ.
- Красовицкая Т. Ю. Гражданская война в России. 1917—1922. Лекции. — М.: РГГУ. 2006. С. 15-127.
- Красовицкая Т. Ю. Неофициальное искусство в СССР 1950—1980-х годов. Учебно-методические материалы. — М.: РГГУ. Совместно с В. А. Хохловым. 2005.
- Красовицкая Т. Ю. Я иду на занятия. История России. 1914—1922. Учебно-методический модуль. В соавторстве: С. В. Карпенко, В. В. Минаевым и др. Лекция 14: Гражданская война и национальный вопрос. — М.: 2004.
- Красовицкая Т. Ю. Я иду на занятия. История России (Гражданская война в России. 1917—1922). Учебно-методический модуль. Раздел 3. Национальный вопрос в гражданской войне. М.: 2004.
- Красовицкая Т. Ю. Я иду на занятия. История России. 1894—1914 гг. Учебно-методический модуль. Предисловие (в соавторстве с В. Д. Зиминой). Лекция 2 (в соавторстве с В. В. Минаевым). Лекция 6. — М.: Изд. РГГУ. 2003.
- Красовицкая Т. Ю. История России. XX век: Лекции и учебно-методические материалы. — М.: Изд. РГГУ, 2002. В соавторстве с: Голотик С. И., Евсеева Е. Н., Карпенко С. В.
- Красовицкая Т. Ю. История СССР/РФ в контексте современного россиеведения. 1985—2009 гг. Курс для слушателей магистратур». — М.: Проспект. 2011. Раздел «Культурные процессы в Российской Федерации. 1990—2000-е годы».

### Основные статьи
- Красовицкая Т. Ю. Русская литература как предмет знания в 1917—1920 годы // Отечественная история. 2003. № 2.
- Красовицкая Т. Ю. О сталинской формулировке нации в контексте времени и места её бытования / Россия в XX веке. Проблемы национальных отношений. М.: Наука. 1999.
- Красовицкая Т. Ю. «Балансируя на острие бритвы», «Ключ — в уяснении разнокачественности менталитетов» / Круглый стол: «Из истории и мифологии революции. Почему евреи?» // Отечественная история. 2000. № 2.
- Красовицкая Т. Ю. Идеи Н. К. Крупской и их роль в истории большевистского эксперимента // Новый исторический журнал. 2001. № 6.
- Красовицкая Т. Ю. Национальные интересы России: историческое измерение / Национальные интересы и национально-государственное устройство России. Материалы «Круглого стола» Международного фонда социально-экономических и политологических исследований (Горбачёв-Фонд). М.: 1996.
- Красовицкая Т. Ю. Как убедить мусульманина в преимуществах римского права? / «Круглый стол»: «Национальные интересы России и реальные приоритеты государственной политики за полтора века» // Отечественная история. 1996. № 6.
- Красовицкая Т. Ю. Russian education in the transitional period // International conference. National school: concept and technology for development. 16-23 March 1993. Yakutsk.
- Красовицкая Т. Ю. Национальная школа Российской Федерации сегодня. К вопросу о типологии ситуации и множественности решений / Национальная школа: концепция и технология развития. Доклады и материалы Международной конференции ЮНЕСКО. Якутск: 1993.
- Красовицкая Т. Ю. Национальные отношения в историографии республик Закавказья / Историография национальных отношений в СССР. Сб. научных трудов Института истории СССР АН СССР. М.: Наука. 1988.
- Красовицкая Т. Ю. Нэп и руководство развитием национальных культур / «Круглый стол»: «Советский Союз в 20-е годы» // Вопросы истории. 1988. № 9.
- Красовицкая Т. Ю. Протоколы коллегии Наркомпроса РСФСР 1918—1924 гг. как исторический источник / Советская культура. 70 лет развития. К 80-летию академика М. П. Кима. М.: Наука. 1987. Совместно с А. П. Ненароковым.
- Красовицкая Т. Ю. Организация научной базы национально-культурной политики в РСФСР (1917—1927 гг.) // Великий Октябрь и опыт культурного строительства в СССР. Сб. статей Института истории СССР. М.: Наука. 1987.
- Красовицкая Т. Ю. Совещания наркомов просвещения советских республик в 1919—1924 гг. // Исторические записки Института истории СССР. 1986. № 113.
- Красовицкая Т. Ю. Национальная политика в области просвещения народов РСФСР (1917—1922) // Великий Октябрь и национальный вопрос. Сб. статей. Ереван: 1977.
- Красовицкая Т. Ю., Ненароков, Альберт Павлович. «Физиономия российской революционной демократии до сих пор остается неопределенной» / Интернет-альманах "Россия. XX век. Документы Общественного фонда «Международный фонд „Демократия“ (фонд Александра Н. Яковлева))».
- Красовицкая Т. Ю. «Они не поняли и не могли понять формулы диктатуры пролетариата». Документы российских архивов о национально-культурной политике на Северном Кавказе в 1920-е годы / Интернет-альманах "Россия. XX век. Документы Общественного фонда «Международный фонд „Демократия“ (фонд Александра Н. Яковлева)».
- Красовицкая Т. Ю. Ресурсы этнокультурного дискурса памяти раннесталинского политического федерализма на Северном Кавказе. 1917 — начало 1930-х годов // Присоединение Алании-Осетии к России. Сборник научных трудов Международной научно-практической конференции. К 250-летию вхождения Осетии в состав России. — Владикавказ: 2023. С. 161—170. — ISBN 978-5-8336-1086-2
- Красовицкая Т. Ю. Языки описания этнокультурного дискурса Российской империи академическими, миссионерскими и советскими востоковедами. Конец XIX — ранний сталинизм 1920-х годов // Россия и Восток. К 300-летию СПбГУ. Материалы XXXII Международного конгресса по источниковедению и историографии стран Азии и Африки / Отв. редакторы: Н. Н. Дьяков, А. О. Победоносцева, П. И. Рысакова. — СПб.: Русская христианская гуманитарная академия им. Ф. М. Достоевского, 2023. С. 201—203. — ISBN 978-5-907613-48-5
- Красовицкая Т. Ю. Конфликт Лоренцо с Савонаролой: Малевич против Шагала. Новое учительство в Витебском высшем народном художественном училище. 1918—1922 годы // Российское учительство в XIX‑XX вв.: символы национальной памяти, ценностные практики и исторические нарративы. Сборник научных статей. — Ярославль: «Шукаева и семья», 2024. С. 129—140. — ISBN 978-5-904461-56-0
- Красовицкая Т. Ю. Авангардизм в нюансах и оттенках политических взглядов первых советских наркомов И. Сталина и А. Луначарского (этнокультурный аспект) // Труды ИРИ РАН. Т. 18. — М.: 2024. С. 202—224.

### Воспоминания
- Красовицкая Т. Ю. О детстве, минах и многом другом // Новый исторический вестник. 2004. № 10. С. 175—200.
- Красовицкая Т. Ю. Историк советской культуры — гвардии капитан Л. М. Зак // Археографический ежегодник. 2005—2007 гг. — М.: Наука. 2007. С. 124—137.
- Красовицкая Т. Ю. Историк советской культуры — гвардии капитан Людмила Зак // Учителя учителей. Очерки и воспоминания. — М.: Изд. РГГУ, 2009. С. 53—70. — ISBN 978-5-7281-1099-6
- Интервью с доктором исторических наук Тамарой Юсуфовной Красовицкой // «Ты идёшь в храм науки…»: интервью и воспоминания сотрудников Института российской истории РАН. К 85-летию ИРИ РАН [Текст] / авт.-сост. В. Н. Круглов (отв. ред.), В. В. Тихонов, Ю. С. Филина. — М.: ИРИ РАН, 2021. С. 218—260. — ISBN 978-5-8055-0402-1

### Рецензии
- Красовицкая Т. Ю. Конфессиональная политика Временного правительства России: сборник документов / Сост., авт. предисл. и комм. М. А. Бабкин. — М.: Политическая энциклопедия (РОССПЭН), 2018. — 558 с. // Отечественные архивы. — 2019. — № 4. — С. 110—113. — ISSN 0130-3554.